# Castillo Uwajima
El castillo Uwajima (宇和島城 Uwajima-jō?) es una fortificación japonesa de estilo hirayama-jiro (sobre una colina rodeada de planicie) del siglo XVI en Uwajima, ciudad de la prefectura de Ehime (Japón). Es conocido por tener uno de los doce tenshu (torreón) construidos durante el período Edo que todavía sigue en pie, además de que se lista como uno de «los cien castillos más importantes de Japón».

## Historia
Un fuerte se construyó en la misma colina cerca del mar en el año 941, para posteriormente levantase una fortificación en 1236. Tras conseguir por Toyotomi Hideyoshi el feudo de Uwajima, Tōdō Takatora mandó a construir el castillo en 1595 dentro de sus nuevas tierras. Después de la batalla de Sekigahara (1600), Takatora se trasladó a Imabari y dejó el feudo en manos de Tomita Nobutaka. Desde 1615 hasta la Restauración Meiji, la fortaleza fue gobernada por Date Hidemune y sus descendientes del clan como agradecimiento de Tokugawa Ieyasu por su participación en el asedio de Osaka.

## Arquitectura y terrenos
El territorio y el diseño del castillo no cambiaron desde la época de Takatora, pero con el paso de los años se fueron construyendo nuevas yagura (torres), puertas y muros de piedra, especialmente tras la llegada del clan Date. El torreón es uno de los doce que se han conservado en el país, presenta tres pisos y es relativamente pequeño —con 12 m— en comparación a otros tenshu. Presenta un diseño inusual, ya que sus paredes de yeso no están colocadas exactamente sobre la base, lo que deja una repisa sobre la que podrían subirse los enemigos. El porche de entrada y sus escalones fueron añadidos durante el período Meiji. El interior es de madera y cuenta con una colección de espadas, armaduras y retratos de antiguos señores feudales.

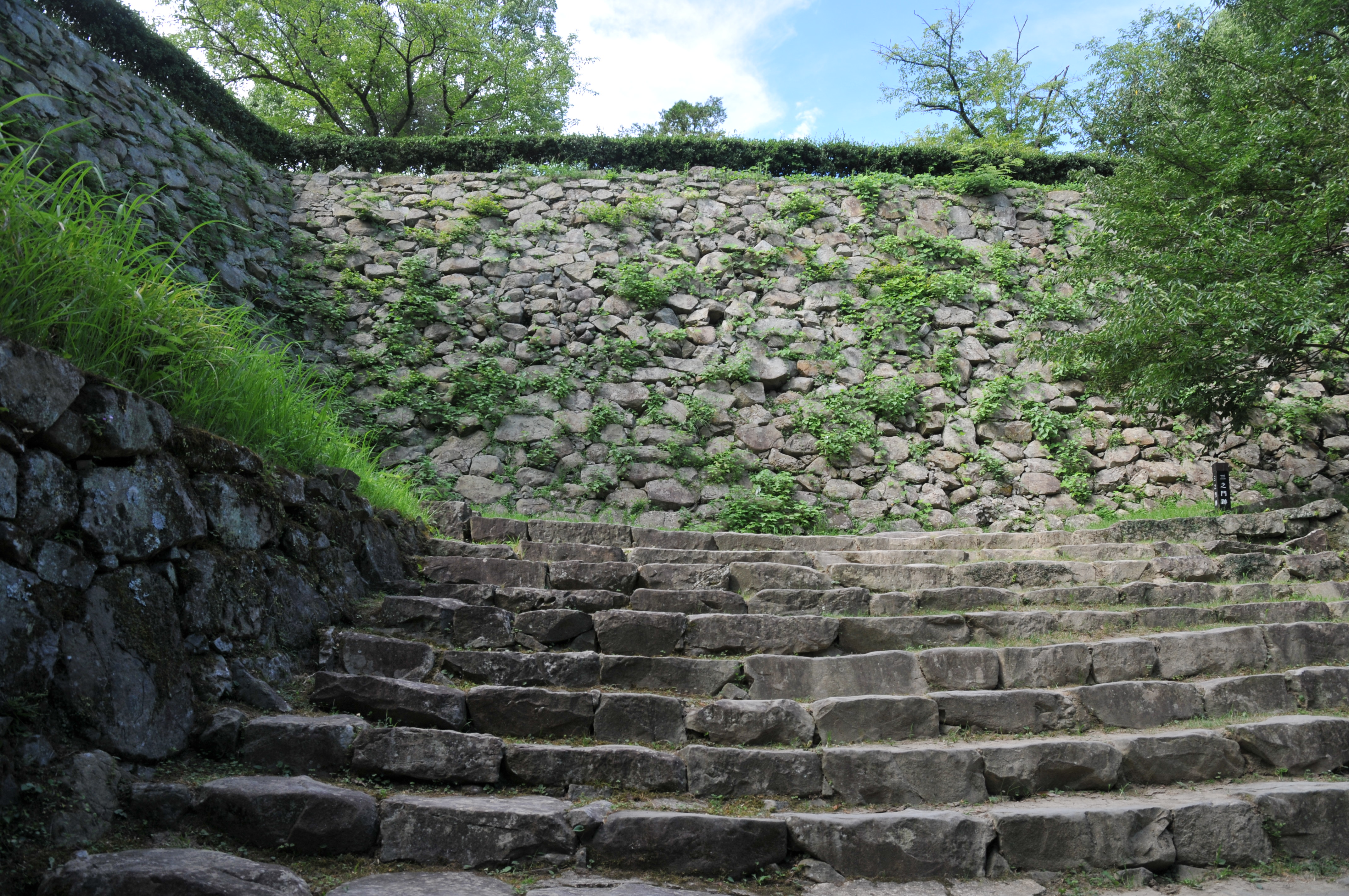
Musgos y helechos cubren los muros de piedra de la fortaleza.

En la colina del acceso norte se conserva un almacén llamado Yamazato Soko que data del 1895, y que exhibe accesorios de festivales y herramientas artesanales. Durante la era Edo se destruyeron gran cantidad de edificios, y un bombardeo de la Segunda Guerra Mundial derruyó la puerta Otemon. En la actualidad permanecen gran parte de los muros irregulares recubiertos de musgo y escaleras empinadas, pero el foso se rellenó y el tercer anillo defensivo se derribó. Se sigue apreciando el diseño pentagonal del complejo de Takatora; ya que normalmente los castillos están rodeados por muros de cuatro lados, el contar con uno adicional otorgaría ventaja sobre los atacantes, que dejarían un flanco vacío.